# Plectris rufina
Plectris rufina är en skalbaggsart som beskrevs av Moser 1926. Plectris rufina ingår i släktet Plectris och familjen Melolonthidae. Inga underarter finns listade i Catalogue of Life.